# Der Drache (Zeitschrift)
Der Drache war eine deutsche Satirezeitschrift, die mit Unterbrechungen von Oktober 1919 bis April 1925 in Leipzig erschien. Herausgeber war Hans Reimann. Zahlreiche bedeutende Satiriker, Journalisten und Zeichner waren an den einzelnen Ausgaben beteiligt.